# Gustav Ivanics
Gustav Ivanics, též Gustavo Ivanics nebo Gustav Ivanić (16. srpna 1839 Šibenik – 12. dubna 1902 Zadar), byl rakouský lékař a politik italské národnosti z Dalmácie, v 2. polovině 19. století poslanec Říšské rady.

## Biografie
V roce 1857 absolvoval klasické gymnázium ve Splitu. Pak studoval medicínu a v letech 1867–1871 působil jako okresní lékař v Obrovaci. Potom pracoval jako koncipient na místodržitelství v Zadaru. Od roku 1883 až do své smrti zastával úřad zemského zdravotního rady. Byl ředitelem porodnického učiliště v Zadaru.
Působil také jako poslanec Říšské rady (celostátního parlamentu Předlitavska), kam usedl ve volbách roku 1879 za kurii venkovských obcí v Dalmácii, obvod Zadar, Pag, Rab, Benkovac atd. Ve volebním období 1879–1885 se uvádí jako Dr. Gustav Ivanics, c. k. místodržitelský rada a zemský zdravotní referent, bytem Zadar.
Na Říšské radě se v roce 1884 uvádí jako Ital a člen poslaneckého Coroniniho klubu. Nepřipojil se tehdy k delegaci chorvatských národních poslanců z Dalmácie, kteří odjeli do Vídně prezentovat své postoje v debatě o státním jazyce.